# Remo, desarmado y peligroso
Remo, desarmado y peligroso  es una película de acción y aventura estadounidense de 1985, dirigida por Guy Hamilton y protagonizada por Fred Ward, Joel Grey, Wilford Brimley.

## Sinopsis
Sam Makin (Fred Ward) es un duro policía callejero de Brooklyn y veterano de la Infantería de Marina de la guerra de Vietnam. Es reclutado de mala gana como asesino para una organización secreta de los Estados Unidos, CURE. El reclutamiento se realiza a través de un método extraño: su muerte es fingida y se le da una nueva cara y un nuevo nombre. Rebautizado como "Remo Williams" (por el nombre y la ubicación del fabricante del orinal en la habitación del hospital de Makin), su rostro se altera quirúrgicamente y su anciano, burlón e impasible maestro de artes marciales coreanas Chiun (Joel Grey) lo entrena para ser una máquina de matar humana. Aunque el entrenamiento de Remo es extremadamente acelerado para los estándares de Chiun, Remo aprende habilidades aparentemente imposibles, como esquivar balas y correr sobre agua y cemento húmedo. Chiun le enseña a Remo el arte marcial coreano llamado "Sinanju". La instrucción de Remo se interrumpe cuando CURE lo envía a investigar un programa corrupto de adquisición de armas dentro del Ejército de los EE. UU.

## Reparto
| Actor              | Personaje               |
| ------------------ | ----------------------- |
| Fred Ward          | Remo Williams/Sam Makin |
| Joel Grey          | Chiun                   |
| Wilford Brimley    | Harold Smith            |
| J.A. Preston       | Conrad MacCleary        |
| George Coe         | Gral. Scott Watson      |
| Charles Cioffi     | George Grove            |
| Kate Mulgrew       | Mayor Rayner Fleming    |
| Patrick Kilpatrick | Stone                   |
| Michael Pataki     | Jim Wilson              |

## Producción
Orion Pictures contrató a veteranos de la serie James Bond para trabajar en la película, el director inglés Guy Hamilton (Goldfinger, Vive y deja morir) y el guionista Christopher Wood (Moonraker, La espía que me amó).
La película se basa en la saga The Destroyer, una serie de novelas escritas por Warren Murphy y Richard Sapir a principios de los años setenta. 
Para la escena de Estatua de la Libertad, se utilizó una réplica de la cabeza y el brazo que fueron construidos en México. Las tomas en la réplica se intercalaron con imágenes grabadas en la verdadera Estatua de la Libertad.